# حمكي محمد الحمكي آغا
حمكي ابن محمد الحمكي آغا نائب في البرلمان السوري 1943م و ُلد في قرية تل حاصل بريف حلب عام 1887 م وتوفى في عام 1984 م ، متزوج من 3 نساء ولديه 11 من الأبناء و18 من البنات, كان شخصية كردية بارزة في جبل سمعان آنذاك. كان يعمل أيضًا كمزارع ونائب عن قضاء جبل سمعان ,حيث كان يقيم في تل حاصل خلال فصل الصيف وفي البادية مع قطعانه خلال فصل الشتاء,كان لديه علاقات قوية مع الشخصيات السياسية في سوريا , بما في ذلك فخري بك جابري ، والأمير مقحم بن تركي آل مهيد من عنزة
إنجازاته تتركز على دوره كنائب في البرلمان السوري ومساهمته في العمل السياسي والمجتمعي في تلك الفترة

## انظر أيضًا

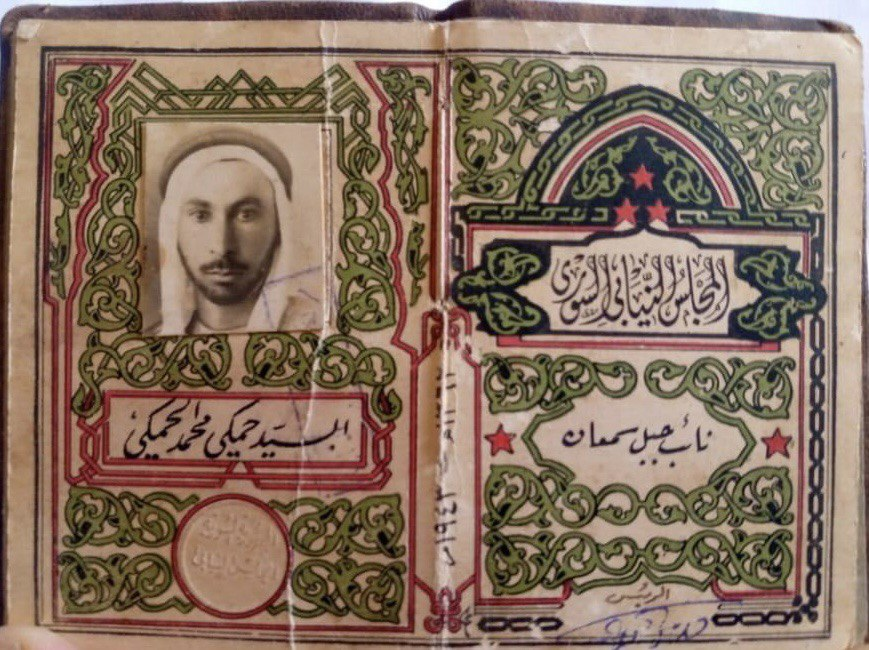
حمكي محمد الحمكي اغا نائب في البرلمان السوري عام 1943

## المراجع

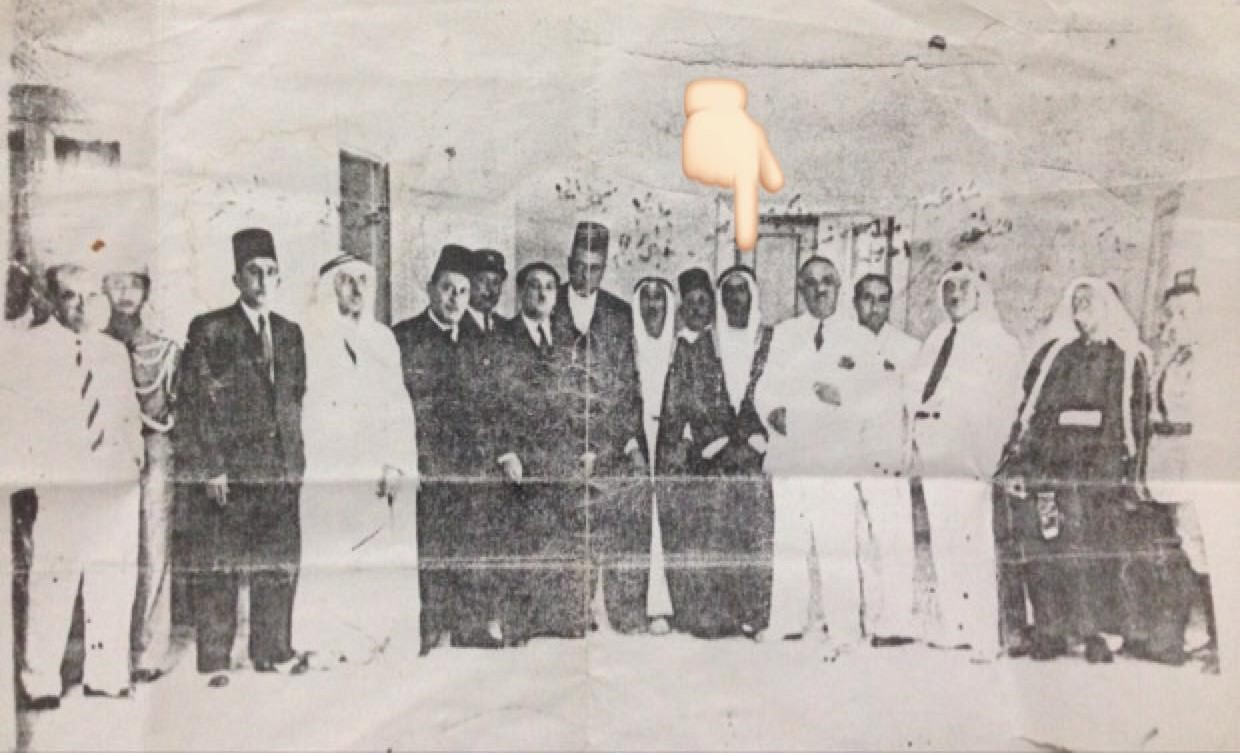
حمكي آغا مع بعض النواب في دمشق

## الكتب
"دستور سوريا 1950". ويكي مصدر. مؤرشف من الأصل في 12 آب / أغسطس 2020. اطلع عليه بتاريخ 12 آب / أغسطس 2020. {{استشهاد ويب}}: تحقق من التاريخ في: |تاريخ الوصول= و|تاريخ أرشيف= (مساعدة)
"دستور سوريا 1973". ويكي مصدر. مؤرشف من الأصل في 12 آب / أغسطس 2020. اطلع عليه بتاريخ 12 آب / أغسطس 2020. {{استشهاد ويب}}: تحقق من التاريخ في: |تاريخ الوصول= و|تاريخ أرشيف= (مساعدة)
غوردن تورري (1964). Syrian Politics and the Military, 1945-1958 [السياسة والجيش السوريان 1945 - 1958] (بالإنجليزية). دار نشر جامعة ولاية أوهايو. Archived from the original on 10 آب / أغسطس 2020. {{استشهاد بكتاب}}: تحقق من التاريخ في: |تاريخ أرشيف= (help)